# Hanuš Goldschmid
Hanuš Goldschmid (Vorname auch Jan bzw. Hans; Nachname auch in der Schreibweise Goldschmied bzw. Goldschmidt; * 10. April 1891 in Náchod, Böhmen; † 27. Juni 1966 in São Paulo, Brasilien) war von 1911 bis 1918 ein Textilunternehmer in der Österreichisch-Ungarischen Monarchie und danach bis 1939 in der Tschechoslowakei. Von 1935 bis 1939 sowie von 1946 bis zum Februarumsturz 1948 war er Vorstand der Jüdischen Gemeinde Náchod.

## Leben
Hanuš Goldschmid entstammte einer jüdischen Familie, die seit 1636 im ostböhmischen Náchod mit Moses Jacob Goldschmid belegt ist. Hanuš' Eltern waren der Textilunternehmer
- Max Michael Goldschmid (* 8. Oktober 1847; † 1911 in Náchod) und
- Mathilde Neumann (Matylda Neumanová, * 21. Januar 1856 in Neubidschow; † 19. Februar 1924 in Wien, bestattet in Náchod).

Die Firma Goldschmid wurde von Hanuš’ Großvater Samuel Goldschmid 1846 gegründet und 1878 in das Firmenregister eingetragen. Die Fabrikgebäude befanden sich in Běloves (Bielowes) an der Kladská ulice (Glatzer Straße) 112; die Geschäftsräume waren am Náchoder Hauptplatz (jetzt Masarykovo náměstí), Haus-Nr. 57. Zunächst wurde Leinenware von den Hauswebern aus den umliegenden Dörfern aufgekauft. Später wurde eine mechanische Weberei für Weißwaren und Damast in Betrieb genommen. Die hergestellten Stoffe wurden u. a. nach England, Dänemark, Frankreich, Holland und Luxemburg exportiert. Nach dem Tod des Vaters 1911 übernahm Hanuš Goldschmid die Unternehmensleitung. Er erweiterte den Kreis der Abnehmer auf Nord- und Südamerika, Skandinavien und Jugoslawien. 1933 wurden 300 Arbeiter beschäftigt, die an 150 Webstühlen arbeiteten.
Nach dem Tod seines Schwagers Gustav Schur, der als Vorsteher der Jüdischen Gemeinde Náchod wirkte, wurde Hanuš Goldschmid am 27. Oktober 1935 zu dessen Nachfolger gewählt. Nachdem die Tschechoslowakei am 16. März 1939 durch deutsche Truppen besetzt und zum Protektorat Böhmen und Mähren erklärt wurde, emigrierte Hanuš Goldschmid mit seiner Frau und seinem Sohn Max Michael nach Palästina. Seine Textilfirma wurde als jüdischer Besitz beschlagnahmt, arisiert und von Břetislav Kubeček übernommen.
Nach der Befreiung der Tschechoslowakei 1945 kehrte Hanuš Goldschmid mit seiner Familie nach Náchod zurück. 1947 wurde er zum Stellvertretenden Vorstand der wiederbegründeten Jüdischen Gemeinde Náchod gewählt. Kurz nach der Machtübernahme durch die Kommunisten im Februarumsturz 1948 emigrierte er mit seiner Familie erneut, dieses Mal nach Brasilien. Dort starb er am 27. Juni 1966 in São Paulo.

## Familie
Am 16. August 1931 vermählte sich Hanuš Goldschmid mit
- Alice Kohnerová (* 7. April 1911 in Náchod, † 12. Januar 2001 in São Paulo), Tochter des Fabrikanten Rudolf Kohner, Besitzer der Mechanischen Weberei Tramer & Kohner in Náchod (* 1. August 1875 in Petschau; † 1943/44 im KZ Auschwitz-Birkenau) und der Elsa (Eliška) Sgallová (18. Oktober 1886 in Lusche; † 1943/44 im KZ Auschwitz-Birkenau). Der Ehe entstammte der Sohn
- Max Michael Goldschmid (* 29. September 1932 in Trautenau), besuchte nach der Rückkehr aus Palästina bis 1948 das Náchoder Gymnasium.

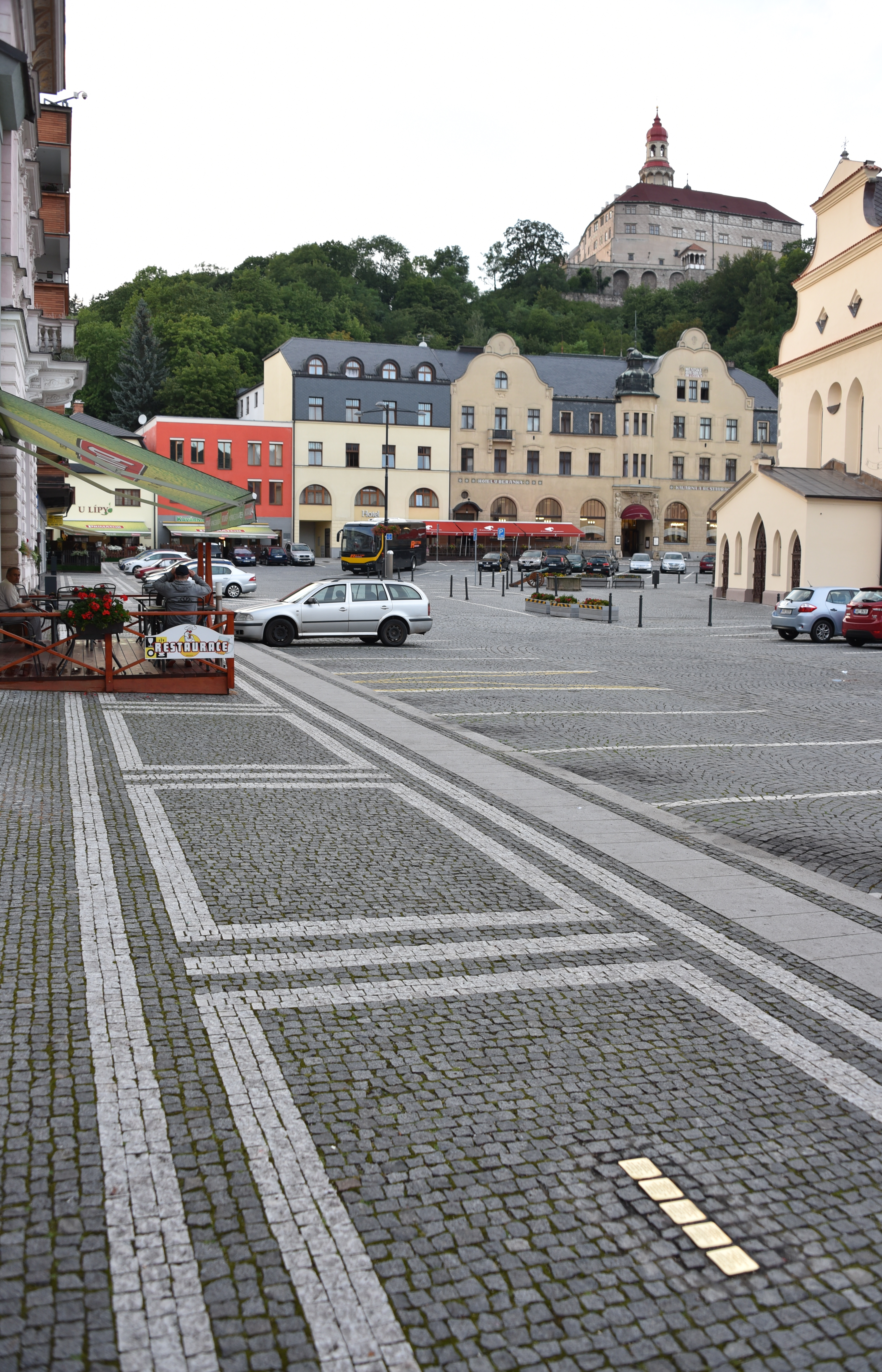
Stolpersteine für fünf Schwestern des Hanuš Goldschmid

Hanuš Goldschmid hatte fünf Schwestern, an die in ihrer Heimatstadt Náchod Stolpersteine erinnern:
1. Jenny (Eugenie bzw. Evženie; * 1878; † 7./8. Februar 1944 im KZ Auschwitz-Birkenau). Seit 1900 war sie mit dem Witwer Gustav Schur († 1935) vermählt, Miteigentümer der Firma Izák (Isaak) Schur & Söhne.
2. Lilly (* 1884; † Februar 1944 im KZ Auschwitz-Birkenau). War mit Rudolf Haas aus Jungbunzlau verheiratet, mit dem sie in Prag lebte. Kehrte 1941/42 als Witwe nach Náchod zurück und wohnte bei ihrem Bruder Hanuš Goldschmid. Nachdem die Juden am Hauptplatz nicht mehr wohnen durften, lebte sie bei ihrer Schwester Jenny in der Tyršová ulice.
  1. Max (* 1912), wurde 1941 aus Prag in das Ghetto Litzmannstadt gebracht. Wurde 1945 bei Mühldorf befreit.
3. Alice (* 1881; † 7./8. Februar 1944 im KZ Auschwitz-Birkenau). Wurde 1942 mit ihrem Ehemann N. N. Schwabacher in das KZ Theresienstadt deportiert, wo ihr Mann verstarb.
4. Marianne (Mitzi; * 1886, † Februar 1944 im KZ Auschwitz-Birkenau); war mit Arthur Steiner aus Pardubitz verheiratet.
  1. Liselotte, verheiratete Horáčková, wurde 1945 im KZ Theresienstadt befreit.
5. Lotte (Lola; * 1898; † 8. Januar 1945 im KZ Stutthof); war seit 1928 mit dem Náchoder Arzt Karl Kraus († 1944 im KZ Auschwitz-Birkenau) verheiratet.